# 帆足和幸
帆足 和幸（ほあし かずゆき、1979年7月15日 - ）は、福岡県小郡市出身の元プロ野球選手（投手）。左投左打。

## 経歴

### プロ入り前
地元の少年野球チーム「立石ファイターズ」で野球を始め、小郡市立立石中学校を経て福岡県立三井高等学校へ入学。2年生の時に筑後地区大会で高校初の優勝に導く。卒業後は九州三菱自動車硬式野球部に進み、主力左腕投手として台頭した。2000年の第71回都市対抗野球大会では九州予選で敗れたが、三菱重工長崎硬式野球部に補強され、2回戦の対Honda鈴鹿硬式野球部戦に登板した（当時の背番号は47）。2000年度ドラフト会議にて西武ライオンズから3巡目指名を受けて入団。同期には中島宏之や佐藤友亮、大沼幸二、水田圭介などがいる。入団当時の背番号は48。

### 西武時代
2001年、3月27日開幕3試合目の対オリックス・ブルーウェーブ戦（グリーンスタジアム神戸）で先発の西崎幸広が右足内転筋を痛め0回1/3、わずか10球一死一塁で降板し、4月1日の対大阪近鉄バファローズ戦に登板予定だった帆足が緊急登板となった。4回1/3を投げて4失点ながらプロ初勝利を手にした。この勝利はチームの21世紀初勝利でもあり、その年に入団した新人選手の初勝利でもある。4月1日本拠地西武ドームで行われた対近鉄戦でプロ初先発したが、6回2/3を投げ4失点（自責1）で敗戦投手となった。その後2度先発したがいずれもノックアウトされ3連敗を喫し、4月14日に二軍へ降格。5月9日に一軍へ再昇格し、同日から中継ぎ登板したが3試合連続で失点し、5月23日に抹消。9月30日に昇格して同日の対日本ハムファイターズ戦に先発し、小笠原道大に初回先頭打者本塁打を打たれ、2回に押し出し四球で降板。最終的に防御率9.00でシーズンを終えた。イースタン・リーグでは16試合に登板し、防御率2.34(リーグ2位)、勝率.750(リーグ2位)、78奪三振(リーグ4位)、2完投とチームのリーグ優勝に貢献した。10月6日のファーム日本選手権では8回5点リードから2番手で登板し、1回を無失点に抑えて日本一に貢献した。
2002年、9月10日に一軍へ昇格し、敗戦処理3試合のみの登板でシーズンを終え、防御率6.00だった。二軍では勝率第一位投手（勝率.875）として表彰された。防御率2.02(リーグ2位)、完封勝利2回(リーグ1位タイ)の成績を残し、イースタン・リーグ優勝に貢献。7月11日に長野オリンピックスタジアムで行われたフレッシュオールスターゲームに選出され、3番手として登板し、3者凡退に抑えた。10月12日のファーム日本選手権で先発したが5回に6安打され4失点と逆転され敗戦投手となった。
2003年、5月20日に一軍へ昇格し、先発・中継ぎに両方で起用された。先発での3連続ノックアウトを経て迎えた6月25日の対千葉ロッテマリーンズ戦で先発し、3回まで無失点と好投。4回に無死満塁から大塚明に犠牲フライで先制されるが、すかさず和田一浩のツーランホームランで逆転、5回にも6点の援護を得て6回1失点で降板。3年目にしてプロ入り初の先発勝利を手にした。またこれが本拠地西武ドームでの初勝利となった。8月3日の対北海道日本ハムファイターズ戦で先発潮崎哲也に対して左を5人並べたトレイ・ヒルマン監督に対し、伊原春樹監督は2回無失点の潮崎に代えて左の帆足を投入。3回以降自己最長の救援7イニングを投げ、失点は小笠原道大のソロ本塁打のみに抑えてシーズン3勝目を挙げた。8月12日の対近鉄戦でノックアウトされたのを最後に8月17日からシーズン終了まで中継ぎとなった。9月1日対近鉄戦で延長10回1点リードから登板し、阿部真宏に内野安打を許したものの無失点に抑えてプロ入り初セーブを記録した。最終的に先発9試合で2勝4敗、防御率6.00、WHIP1.73、中継ぎでは3点差以内の登板が多く、2勝1セーブ3ホールドを稼いだが救援失敗も多く3敗し、防御率3.38、WHIP1.42だった。
2004年、開幕を一軍で迎えて先発ローテーション4枚目として3月30日の対福岡ダイエーホークス戦で先発したが、3本塁打を浴びるなど7失点し敗戦投手となった。4月6日からは月間防御率4.18ながら先発で4連勝と4月は負けなしだった。5月3日の対近鉄戦で7失点と炎上し、5月は敗戦処理担当となった。6月3日に先発の機会を得たが3回60球7安打1失点で降板。6月12日のロングリリーフで5失点して6月14日に二軍へ降格。7月25日に一軍へ戻ると同日の対近鉄戦で先発し、初回に2点失うも、2回から6回までの5イニングは一塁を踏ませない完璧な投球で8点の援護を呼び、9回を8安打1四球4失点(自責3)にまとめて本拠地でプロ入り初完投勝利を達成し、自己最多となるシーズン5勝目を挙げた。8月15日の連続ノックアウトで中継ぎへ戻された。8月21日の対オリックス戦では先発の西口文也が1回を無失点で終えた所で内転筋違和感により降板したため、帆足が緊急登板した。2回の日高剛の投手強襲タイムリー内野安打、5回塩崎真のソロ本塁打で2点先行されたが、それまで7回1安打に抑えられていた味方打線が川越英隆を攻略して逆転。6イニングを2失点に抑えて6勝目を手にした。これによりチームは首位ダイエーにゲーム差なしの2位へと迫った。8月28日からは先発へ戻り3試合で3連勝した。松坂大輔、張誌家のアテネオリンピックの出場によりライオンズは先発投手を2人欠いたが、8月3日以降彼らが戻るまでの約1ヶ月間5試合20回1/3を投げ2勝1敗、防御率3.43とイニングを埋めた。プロ野球ストライキにより2試合中止の後、9月20日に4万5000人のファンがかけつけた本拠地西武ドームでの対千葉ロッテ戦で先発西口文也が再び右足内転筋痛で初回二死満塁で降板。急遽スクランブル登板となった帆足は迎えたサブローをサードゴロに打ち取り初回を切り抜け、1回裏に貝塚政秀の安打で先制点を得て、3回表にベニー・アグバヤニの二塁打で同点とされたが、3回裏に貝塚が二塁打で2点援護、4回にも貝塚らのタイムリー3本で3点の援護を得て、6回1/3を投げ4安打1四球1失点、9奪三振と好投してプロ4年目で初の2桁勝利となる10勝目を挙げた。またこれにより8月21日から自己最長となる5連勝を達成した。
プレーオフでは10月3日に第1ステージ第3戦に先発し、初回にフェルナンド・セギノールのスリーランホームランにより先制されたが、アレックス・カブレラの満塁本塁打で3回に逆転、2回以降は無失点に抑え、6回を投げ3失点(自責2)、2点リードで降板したが、9回に豊田清が同点に追いつかれポストシーズン初勝利とはならなかった。第2ステージはチームが王手をかけた10月10日第4戦に先発し、無失点で迎えた4回一死満塁から鳥越裕介、川﨑宗則、出口雄大に3連続タイムリーヒットを浴び3点先制された所でノックアウト。3回1/3を投げ3失点で敗戦投手となった。日本シリーズは10月19日第3戦に先発し、4点の援護を貰い5回まで2安打無失点だったが、6回先頭の荒木雅博のハーフライナーを遊撃手中島裕之がこぼして出塁させると、一死一塁から立浪和義、アレックス・オチョアの連打で1失点、高橋光信にフルカウントから四球を与え一死満塁とした所で降板、代わった長田秀一郎が谷繁元信に逆転満塁本塁打を打たれたため4失点(自責3)となった。7回に味方が逆転したため敗戦投手は免れた。12月13日、2度目の契約交渉で1800万円アップの年俸4200万円でサインし、福岡県在住の女性看護師と同月18日に入籍することを発表した。
2005年、開幕3戦目の先発としてスタートし、1度も抹消されることなく先発ローテーションを守り、プロ入り初の規定投球回に到達、キャリアハイの13勝を挙げライオンズの左のエースとなった。26試合の先発で13試合でクオリティ・スタートを達成し、初めてQS率が50パーセントを越えた。5月3日の対日本ハム戦で初回フェルナンド・セギノールのタイムリー安打、2回は奈良原浩のタイムリー安打と小笠原道大のツーランホームランで3失点、5回にシャーマン・オバンドーのスリーランホームラン、無死一二塁で降板後に芝﨑和広がSHINJOにタイムリー安打、小笠原に満塁本塁打を打たれたことで、自己ワーストの自責9を記録する試合となった。5月10日対中日ドラゴンズ戦では初回に井端弘和の先制二塁打を許したが9回を4安打2四球にまとめ1失点完投勝利し、これがセ・パ交流戦プロ入り初勝利となった。7月18日の対オリックス戦(インボイスSEIBUドーム)で9回を6安打2四球9奪三振にまとめてプロ入り初完封勝利を挙げ、シーズン10勝目を達成した。オールスターゲームに監督推薦で初選出され、7月23日の第2戦で5回から3番手でオールスター初登板したが2回5安打1失点だった。8月14日対東北楽天ゴールデンイーグルス戦では九州三菱自動車硬式野球部時代の同僚有銘兼久と投げ合い9回3安打1四球7奪三振で2度目となる完封勝利を挙げた。
2006年、1月17日、4度目の契約更改交渉で年俸7000万円でサインし、西武時代に工藤公康がつけていた背番号47を細川亨から譲り受けた。
開幕を1軍で迎え3戦目の3月28日対福岡ソフトバンクホークス戦に先発し、勝敗はつかなかったが8回1失点で好スタートを切った。その後も安定して試合を作っていたが、5月18日のノックアウトで2連敗、5月の防御率が9.75となり二軍へ降格。一軍へ戻った6月2日の対読売ジャイアンツ戦ではリリーフで3者凡退に抑えた。6月10日の登板から先発に戻って迎えた6月24日の対千葉ロッテ戦で先発の松坂大輔が右足股関節痛で初回二死一二塁で降板、2番手で緊急登板し、2回に里崎智也の先制ソロ本塁打、4回に高木浩之のタイムリーエラーで2点先行されるが味方が逆転し、6回先頭の里崎に10球粘られて四球、マット・フランコをフライに打ち取った所で降板。残した走者を正津英志が生還させてしまうも救援勝利を記録し4勝目を挙げた。7月7日からリリーフとなり、7月16日の対千葉ロッテ戦では5回同点から毎回走者を出しながらも3イニングを無失点に抑え、2005年の規定変更以来初となるホールドを挙げた。7月25日の対オリックス戦で同点の5回一死一塁から5失点し、犠打の1アウトしか取れず降板。7月26日に背中、肩甲骨付近の痛みにより一軍選手登録を抹消され、7月27日に左肩の肉離れが発覚し、そのままレギュラーシーズンを終えた。10月25日フェニックスリーグ最終戦の対日本ハム戦で3番手として実戦復帰した。
2007年、前年の怪我の影響で開幕は二軍スタートし、4月29日イースタン・リーグの対楽天戦で中継ぎで1回を無失点に抑え公式戦に復帰。5月16日の対湘南シーレックス戦で先発復帰し、6回を無失点に抑えた。7月1日に一軍へ昇格し、同日の対楽天戦で6回2/3を投げ1失点と好投して1年ぶりの勝利を挙げた。しかしその後4試合で先発3連敗を喫し、8月9日から2試合は一旦敗戦処理となったものの、8月22日から再び先発に戻った。9月17日の対楽天戦では9回を2安打1四球にまとめて約2年ぶり、自身3度目の完封勝利を挙げた。先発登板12試合のうち8試合で自責点が3以上という内容で2勝7敗と大きく負け越し、5年連続で防御率4点台を記録した。
2008年、春季キャンプでチェンジアップを習得。3月28日に出場選手登録され、同日の開幕7戦目となる対ソフトバンク戦に先発し、勝敗は付かなかったが6回を2失点に抑えた。4月15日には1試合だけ中継ぎも経験した。5月4日の対千葉ロッテ戦では3安打1四球完封勝利を挙げ、5月11日の対オリックス戦では9回を5安打2四球にまとめ2試合連続完封勝利を挙げた。これは西武ライオンズの投手では2004年の松坂大輔以来、左腕投手では1992年工藤公康以来となる16年ぶりの快挙だった。6月1日の対中日戦で開幕から無傷の6連勝を成し遂げた。交流戦ではチーム最多の36イニングを投げ防御率2.50を残した。
オールスターゲームに再び監督推薦で選出され、7月31日の第1戦で7回2点リードから4番手で登板し、金本知憲、内川聖一、和田一浩の3本のタイムリーで逆転された。8月10日の対日本ハム戦では8回を1失点に抑えて3年ぶり3度目となる2桁勝利を挙げた。9月13日の対楽天戦では9回を3安打2四球に抑えて、リーグ最多となるシーズン3度目の完封勝利を挙げた。最終的にリーグ4位の防御率2.63を残し、11勝を挙げ、チーム最多の174回2/3を投げ、QS率も69.2パーセントとチーム随一の働きでリーグ優勝に貢献した。また、同年は6月6日に北京オリンピック野球日本代表一次候補の追加登録選手に選ばれたが、6月20日の最終候補には漏れた。
クライマックスシリーズ第2ステージでは10月19日の第3戦に先発し、2回に先頭小谷野栄一の一塁線の打球を一塁審判が一旦ファールの合図をした後にフェアと判定を覆し二塁打とされ、二死三塁で迎えたジェイソン・ボッツのサードゴロを中村剛也が一塁へ悪送球タイムリーエラー、3回には一死二三塁から田中賢介のゴロ間に1人生還、ターメル・スレッジにスリーランホームランを浴び5点差とされ、登板中は援護が無いまま5回5失点(自責4)で降板し敗戦投手となった。日本シリーズでは11月2日第2戦に先発し、2回に鶴岡一成の犠牲フライで1点先制されるが中島裕之の本塁打で逆転し、5回1失点1点リードで降板した。しかし2番手の大沼幸二があっさり同点に追いつかれたため同シリーズ初勝利とはならなかった。11月8日第6戦でも先発し、初回に3点援護を貰ったが2回に亀井義行の二塁打で1点返され、4回は無死1.2塁から亀井のセカンドゴロを片岡易之が処理にもたつき2点リード1死1.3塁で降板となった。なお、代わった岸孝之が最後まで無失点で繋ぎチームは勝利した。アジアシリーズでは予選リーグの11月13日対SKワイバーンズ戦に先発し、2回に朴栽弘に同点ソロ本塁打、4回にも李宰元の本塁打、朴哉相の安打でさらに3点失い3回1/3で降板し敗戦投手となった。
2009年、開幕2戦目に先発しローテーションに入るも4月は援護に恵まれず0勝2敗。5月9日に福岡 Yahoo! JAPANドームで行われた対ソフトバンク戦で先発し8回まで3安打無四球6奪三振無失点と好投していたが、9回に松中信彦、小久保裕紀、長谷川勇也の3連打で1点を失い途中降板。完封は逃したが9年目にして故郷福岡県でのプロ入り初勝利を手にした。7月2日に肩の不安で出場選手登録を抹消されたが最短の10日で一軍へ戻り、7月12日の対オリックス戦で7回2失点に抑えて勝利した。8月28日から9月25日まで5試合連続完投を記録し、9月の月間成績は4試合連続4完投勝利、防御率0.50（無四球完封2回・1失点完投2回）で自身初の日本生命月間MVPも受賞した。規定投球回を投げ9勝6敗、防御率3.59でシーズンを終えた。オフに工藤公康の西武復帰が決定したことで、一時は自身が付けている背番号47を返上する意向を見せたが、工藤が固辞して55を選択したため、翌年以降も引き続き背番号47を着用することになった。
2010年、4月4日から5月22日までデーゲームで6連勝した。7月11日から連続ノックアウトされ再調整で二軍へ降格、8月1日に再び一軍へ昇格、規定投球回を投げ2年ぶりの二桁勝利を達成した。チームはゲーム差なしの2位に終わったがこの年リーグ優勝のソフトバンクに対しては4試合先発して3勝0敗と苦しめた。
11月29日の選手会納会で2011年の選手会長就任が決定した。
2011年、開幕2試合目から先発ローテーションに入り、5月16日に対ソフトバンク戦で8安打を許しながらも6回1/3を1失点にまとめて2009年からの対ソフトバンク戦6連勝を果たし、ソフトバンクを首位から陥落させるなど、5月を3勝0敗で過ごしたが、5月29日の対東京ヤクルトスワローズ戦で左肘の違和感を訴え5回69球で降板、6月4日の対中日戦も6回無失点83球で降板した。6月6日に横浜市内の病院で精密検査を受け、左肘の炎症と診断され、6月7日に一軍選手登録を抹消された。6月24日に一軍へ再昇格。7月に入ってからは先発で4試合連続敗戦投手となった。9月2日にはチームが6連敗・本拠地0勝と苦手にしていた首位ソフトバンク相手に先発し、8回を3失点にまとめて自身も1ヶ月ぶりの勝利を挙げた。9月9日には8月28日から引き分けを挟んで9連勝していたオリックスの本拠地京セラドーム大阪に乗り込み9回を4安打2四球にまとめてシーズン初の完封勝利を挙げ、消滅していたチームのCS自力進出の可能性を復活させた。10月17日、CS進出がかかった対千葉ロッテ戦に先発し、1点リードで迎えた4回一死一三塁の場面で角中勝也のセカンドゴロを原拓也が後逸しタイムリーエラーで同点とされながらも5回を2失点にまとめた。その後はリリーフ4人が無失点に抑えて引き分け、首の皮1枚で望みを繋ぎ、翌日10月18日にチームが勝利してソフトバンクがオリックスを下したことで逆転のCS出場を果たした。
CSファイナルステージは11月3日の第1戦に先発し、3回に内川聖一の三塁打で2点先制され、6回無死一二塁から松田宣浩の犠打で一死二三塁とした所で降板となり、代わった岡本篤志が多村仁志のタイムリー内野安打で2者を生還させ、5回1/3を投げ4失点で敗戦投手となった。またこれが西武ライオンズでの最後の試合となった。
同年は5月12日に国内FA権を獲得し、シーズン終了後の11月25日に行使を表明後、12月13日に福岡ソフトバンクホークスへの移籍を表明した。12月23日に福岡ソフトバンクホークスが正式に入団を発表し、背番号は11となった。

### ソフトバンク時代
2012年、春は紅白戦、オープン戦ともに制球に課題を残し調整遅れで開幕一軍から漏れた。4月15日の対千葉ロッテ戦で先発として本拠地ヤフードームで移籍後初登板を果たしたが、5安打3四球1死球の大乱調で2回2/3を投げ4失点でノックアウトされ、4月16日に二軍へ降格。左肩腱板の炎症により一軍登板はその1試合のみでシーズンを終えた。二軍では9月19日のウエスタン・リーグの対阪神タイガース戦で先発して実戦復帰し、2回31球を投げ2失点だった。
オフの12月4日にオリックスからFAで加入した寺原隼人の入団に伴い、背番号が11から西武時代に着用していた47へ変更。12月11日の契約更改では、2年契約のため、現状維持の1億1000万円でサインした。
2013年、4月10日に一軍へ昇格し、同日北九州市民球場で行われた対オリックス戦で先発し、5回2/3を投げ2失点に抑えたが勝ち負けは付かなかった。4月17日クリネックススタジアム宮城で行われた対楽天戦で先発し、毎回走者を出しながらも5回を無失点に抑え、6回のブライアン・ラヘアの先制2点タイムリー安打により、2011年9月29日以来、566日ぶりの勝利となる移籍後初勝利を挙げた。5月2日に古巣・埼玉西武ライオンズ戦で先発として初登板し、2回に坂田遼のゴロでエステバン・ヘルマンが生還し同点とされ、2点リードで迎えた4回には先頭から四球、安打、四球で無死満塁とすると坂田にライトスタンドへ逆転満塁本塁打を浴び、4回5失点でノックアウトされた。なお、その後の打線の奮起により負けはつかなかった。交流戦では5月17日から先発で4戦投げて連勝し、交流戦期間の規定投球回には届かなかったが23回1/3を投げわずか自責3、防御率1.16とチームの交流戦優勝に貢献した。10月1日には対オリックス戦で先発の巽真悟に代わり3回1点リード1死1.2塁から2番手で登板し、2者を連続凡退に打ち取り、4回から6回まで無失点と好投、7回は先頭平野恵一の強襲安打で左手首に打球を受けて降板したが3回2/3を投げ無失点で5年ぶりの救援勝利を挙げた。昇格と降格を繰り返しながら18試合に先発し8勝7敗、防御率4.75だった。
2014年、オープン戦で結果が出せず開幕は二軍で迎えた。5月1日に一軍へ昇格し、同日の対オリックス戦で勝利すると、次の5月7日の対日本ハム戦も連勝し好スタートを切った。6月6日の対広島東洋カープ戦で9回を3失点にまとめて3年ぶりの完投勝利を挙げるなど、交流戦では4試合を投げ規定投球回を満たし、防御率は2.30を残した。7月9日は本拠地福岡 ヤフオク!ドームで先発としてオリックスを迎え、初回に糸井嘉男、T-岡田のタイムリー安打で2点先制されたが、2回3回を3者凡退に抑えると援護により同点、4回にジョーイ・バトラーの犠牲フライ、中村一生の二塁打で2点勝ち越されたが、味方打線の奮起で逆転、5回を3者凡退、6回は2者を抑えて、左に強いウィリー・モー・ペーニャを敬遠気味の四球で歩かせ、バトラーを迎えた所で、1点リード95球で降板となったが勝利投手となり、自身負けなしの6連勝を達成しチームは首位を奪還した。7月16日の対ロッテ戦で先発し、初回に2点先制されると、3回に福浦和也、チャッド・ハフマン、ルイス・クルーズのタイムリー安打、今江敏晃のタイムリー三塁打、再び福浦、ハフマンのタイムリー安打で1イニング9失点し、3回でノックアウト。自己ワーストを更新する自責点11を記録し、連勝も止まった。8月18日に古巣西武戦で先発し、3回4失点でノックアウトされたが、チームが逆転勝利したことにより負けは付かなかった。8月19日に抹消されその後、一軍への再昇格はなかったが、9月19日のウエスタン・リーグ対中日戦に先発して5回3安打1失点に抑えて、チームのリーグ3連覇を決定付ける勝利投手となった。レギュラーシーズンは後半戦に調子を崩したものの最終的に6勝1敗と、デニス・サファテに次ぐチーム2位の貯金5を挙げリーグ優勝に貢献した。しかしポストシーズンゲームはベンチ入りできなかった。
2015年、6月28日にシーズン初の出場選手登録を果たすと、同日の対楽天戦（コボスタ宮城）で、先発投手としてシーズン初勝利を挙げた。しかし、一軍公式戦での勝利はこの1勝のみで、レギュラーシーズン全体でもオール先発で3試合の登板にとどまった。いずれの登板でも6回を3失点以内に収めたものの、9月22日の対日本ハム戦（札幌ドーム）への登板を最後に一軍から遠ざかった。翌2016年の戦力構想から外れたことから、チームの日本シリーズ進出決定後（10月18日）に現役引退を表明した。引退会見では、2人の娘を同伴させたうえで、「『FAで福岡に来た時から、福岡で野球を終えよう』と思っていた」と語った。

### 引退後
2015年12月25日に、打撃投手としてソフトバンクと契約したことが、球団から発表された。背番号は109。2017年からは球団広報も兼任し、福岡ソフトバンクホークスオフィシャルサイトでは「ホーサン・アイ」というコラムを連載している。2018年シーズン中の6月1日に球団職員の柳瀬明宏との役職の交代が行われ、打撃投手からスポーツ振興部野球振興課スタッフに異動となった。2019年から福岡ソフトバンクホークスJr.の監督を務めている。

## 選手としての特徴
スリークォーターの変則的なフォームから投げられる平均球速は約137km/h、最速146km/hのクセのある速球に、代名詞とも呼べる独特のパームボール、カーブ、シュートなど多彩な変化球を使い、打者の低めに集める制球力や、思い切りのよいインコース攻め、ランナーを背負ってからの粘り強い投球などが持ち味である。
ウイニングショットのパームボールは、指が短くフォークボールが習得できなかった帆足が三井高校時代に必死にマスターし、生命線としていた。同校の先輩も決め球にしており、その人物の実家のハンバーガー店の屋号にちなんで「ビッキー」と命名していた。帆足のパームは軌道がスライダーに似ているため、スライドパームとも呼ばれる。
2008年キャンプでは、後輩の岸孝之に頭を下げ、右打者対策としてチェンジアップを習得した。2010年9月からカットボールも投げている。

## 人物・エピソード
高校時代はレスリング選手の池松和彦と3年間同じクラスであった。
九州三菱自動車時代は営業マンの傍らで野球に打ち込んでいた。
長髪がトレードマークだったが、2011年から選手会長就任したのを機にショートヘアにした。
漫画「ONE PIECE」の大ファンで、西武時代は高山久らとONE PIECE会を結成するほどで会長も務めていた。
尊敬している・理想像の選手は工藤公康、高橋建、豊田清。
左投左打だが、食事と筆記は右利きである。
近鉄と楽天の両方を含む、西武以外の12球団から勝ち星を挙げた。ソフトバンク移籍後に古巣の西武に勝利すれば全球団勝利とともに工藤公康、杉内俊哉、寺原隼人に続く4人目の「13球団からの勝利」も達成するところであったが、西武から勝利することができないまま引退したためいずれも達成できなかった。

## 詳細情報

### 年度別投手成績
| 年 度      | 球 団        | 登 板 | 先 発 | 完 投 | 完 封 | 無 四 球 | 勝 利 | 敗 戦 | セ 丨 ブ | ホ 丨 ル ド | 勝 率 | 打 者 | 投 球 回 | 被 安 打 | 被 本 塁 打 | 与 四 球 | 敬 遠 | 与 死 球 | 奪 三 振 | 暴 投 | ボ 丨 ク | 失 点 | 自 責 点 | 防 御 率 | W H I P |
| ---------- | ------------ | ----- | ----- | ----- | ----- | -------- | ----- | ----- | -------- | ----------- | ----- | ----- | -------- | -------- | ----------- | -------- | ----- | -------- | -------- | ----- | -------- | ----- | -------- | -------- | ------- |
| 2001       | 西武         | 8     | 4     | 0     | 0     | 0        | 1     | 3     | 0        | --          | .250  | 125   | 23.0     | 38       | 3           | 20       | 0     | 1        | 21       | 1     | 1        | 32    | 23       | 9.00     | 2.52    |
| 2002       | 西武         | 3     | 0     | 0     | 0     | 0        | 0     | 0     | 0        | --          | ----  | 37    | 9.0      | 12       | 0           | 0        | 0     | 0        | 6        | 0     | 0        | 6     | 6        | 6.00     | 1.33    |
| 2003       | 西武         | 34    | 9     | 0     | 0     | 0        | 4     | 7     | 1        | --          | .364  | 431   | 95.2     | 105      | 11          | 45       | 2     | 7        | 73       | 3     | 1        | 50    | 49       | 4.61     | 1.57    |
| 2004       | 西武         | 24    | 14    | 1     | 0     | 0        | 10    | 3     | 0        | --          | .769  | 475   | 104.2    | 117      | 11          | 47       | 2     | 5        | 80       | 1     | 0        | 59    | 50       | 4.30     | 1.57    |
| 2005       | 西武         | 26    | 26    | 3     | 2     | 0        | 13    | 8     | 0        | 0           | .619  | 677   | 158.2    | 179      | 13          | 31       | 1     | 8        | 121      | 4     | 0        | 81    | 71       | 4.03     | 1.32    |
| 2006       | 西武         | 17    | 11    | 0     | 0     | 0        | 5     | 2     | 0        | 1           | .714  | 334   | 75.1     | 92       | 11          | 19       | 0     | 6        | 50       | 4     | 0        | 41    | 39       | 4.66     | 1.47    |
| 2007       | 西武         | 14    | 12    | 1     | 1     | 0        | 2     | 7     | 0        | 0           | .222  | 333   | 79.2     | 83       | 9           | 13       | 0     | 3        | 40       | 2     | 0        | 41    | 38       | 4.29     | 1.21    |
| 2008       | 西武         | 27    | 26    | 3     | 3     | 0        | 11    | 6     | 0        | 0           | .647  | 724   | 174.2    | 169      | 13          | 38       | 1     | 5        | 115      | 5     | 0        | 59    | 51       | 2.63     | 1.19    |
| 2009       | 西武         | 25    | 25    | 5     | 2     | 2        | 9     | 6     | 0        | 0           | .600  | 692   | 163.0    | 175      | 10          | 40       | 1     | 5        | 126      | 3     | 0        | 70    | 65       | 3.59     | 1.32    |
| 2010       | 西武         | 27    | 27    | 1     | 1     | 0        | 11    | 8     | 0        | 0           | .579  | 692   | 163.1    | 173      | 13          | 35       | 1     | 12       | 104      | 3     | 0        | 72    | 67       | 3.69     | 1.27    |
| 2011       | 西武         | 26    | 26    | 2     | 1     | 0        | 9     | 6     | 0        | 0           | .600  | 691   | 168.2    | 172      | 10          | 34       | 1     | 8        | 102      | 2     | 0        | 59    | 53       | 2.83     | 1.22    |
| 2012       | ソフトバンク | 1     | 1     | 0     | 0     | 0        | 0     | 1     | 0        | 0           | .000  | 15    | 2.2      | 5        | 0           | 3        | 0     | 1        | 1        | 0     | 0        | 4     | 4        | 13.50    | 3.00    |
| 2013       | ソフトバンク | 19    | 18    | 0     | 0     | 0        | 8     | 7     | 0        | 0           | .533  | 413   | 98.1     | 98       | 5           | 40       | 0     | 6        | 46       | 1     | 1        | 50    | 50       | 4.58     | 1.40    |
| 2014       | ソフトバンク | 13    | 13    | 1     | 0     | 0        | 6     | 1     | 0        | 0           | .857  | 312   | 71.1     | 82       | 6           | 20       | 0     | 4        | 40       | 1     | 0        | 40    | 36       | 4.54     | 1.40    |
| 2015       | ソフトバンク | 3     | 3     | 0     | 0     | 0        | 1     | 0     | 0        | 0           | 1.000 | 75    | 18.1     | 21       | 2           | 3        | 0     | 0        | 12       | 1     | 0        | 7     | 7        | 3.44     | 1.31    |
| 通算：15年 | 通算：15年   | 267   | 215   | 17    | 10    | 2        | 90    | 65    | 1        | 1           | .581  | 6026  | 1406.1   | 1521     | 117         | 388      | 9     | 71       | 937      | 31    | 3        | 671   | 609      | 3.90     | 1.36    |

- 各年度の太字はリーグ最高

### 表彰
- 月間MVP：1回（2009年9月）

### 記録
初記録
投手記録
- 初登板・初勝利：2001年3月27日、対オリックス・ブルーウェーブ1回戦（グリーンスタジアム神戸）、1回裏1死に2番手で救援登板、4回1/3を4失点
- 初奪三振：同上、3回裏に塩崎真から空振り三振
- 初先発：2001年4月1日、対大阪近鉄バファローズ3回戦（西武ドーム）、6回2/3を4失点（自責点1）で敗戦投手
- 初先発勝利：2003年6月25日、対千葉ロッテマリーンズ16回戦（西武ドーム）、6回1失点
- 初セーブ：2003年9月1日、対大阪近鉄バファローズ24回戦（大阪ドーム）、10回裏に4番手で救援登板・完了、1回無失点
- 初完投勝利：2004年7月25日、対大阪近鉄バファローズ19回戦（西武ドーム）、9回4失点
- 初完封勝利：2005年7月18日、対オリックス・バファローズ12回戦（インボイスSEIBUドーム）
- 初ホールド：2006年7月16日、対千葉ロッテマリーンズ10回戦（千葉マリンスタジアム）、5回裏に2番手で救援登板、3回無失点

打撃記録
- 初安打・初打点：2006年6月10日、対阪神タイガース5回戦（阪神甲子園球場）、4回表に安藤優也から左越2点適時二塁打

節目の記録
- 1000投球回：2010年8月1日、対北海道日本ハムファイターズ17回戦（帯広の森野球場）、5回裏1死目に陽岱鋼から三振 ※史上320人目

その他の記録
- オールスターゲーム出場：2回（2005年、2008年）

### 背番号
- 48（2001年 - 2002年）
- 34（2003年 - 2005年）
- 47（2006年 - 2011年、2013年 - 2015年）
- 11（2012年）
- 109（2016年 - 2018年5月31日）

### 登場曲
- 「Alright!」Superfly（2012年）
- 「陽の光」GReeeeN（2013年）